# آزوبنزن
آزوبنزن (به انگلیسی: Azobenzene) یک ترکیب آزو با شناسه پاب‌کم ۲۲۷۲ است. شکل ظاهری این ترکیب، بلورهای قرمز-نارنجی است.آزوبنزن دو حلقه فنیلی دارد که با یک پیوند دوگانه  N=N به هم متصلند. 